# Michelangelo Cauz
Michelangelo Cauz (Orsago, 24 agosto 1970) è un ex ciclista su strada italiano, professionista nel biennio 1996-1997.

## Carriera
Da dilettante gareggia per molti anni con il team Zalf-Désirée-Fior; ottiene alcune vittorie, tra cui nel 1995 tre tappe alla Ruta de México e una al Giro d'Italia Dilettanti, e piazzamenti di rilievo, come i secondi posti al Gran Premio della Liberazione 1994 e alla Vicenza-Bionde 1995.
Professionista dal 1996 con l'Aki-Gipiemme, nello stesso anno alla Quattro Giorni di Dunkerque conquista il terzo posto nella cronometro a Saint-Pol-sur-Ternoise; sempre nel 1996 partecipa al Giro d'Italia arrivando ottavo nella tappa da Aulla a Loano. Nel 1997 è terzo nella cronometro conclusiva della Tre Giorni di De Panne; partecipa quindi al Giro d'Italia, in cui ottiene come miglior piazzamento il dodicesimo posto nella diciottesima tappa, una cronometro da Baselga di Piné a Cavalese. A fine stagione conclude la carriera professionistica.

## Palmarès
- 1994 (Dilettanti)

Giro del Piave
- 1995 (Dilettanti)

Medaglia d'Oro Ottavio Bottecchia
12ª tappa Giro Ciclistico d'Italia
1ª tappa Ruta de México
3ª tappa Ruta de México
12ª tappa Ruta de México

## Piazzamenti

### Grandi Giri
- Giro d'Italia

1996: ritirato (21ª tappa)
1997: 109º

### Classiche monumento
- Milano-Sanremo

1996: 163º
1997: 162º
- Giro delle Fiandre

1996: 85º
- Parigi-Roubaix

1997: ritirato
- Giro di Lombardia

1997: ritirato